# Poison (песня Prodigy)
Poison — 9-й сингл английского электронного коллектива The Prodigy и последний со второго альбома Music For The Jilted Generation. Вышел в 1995 году.

## Композиция
Poison использует семплы из следующих песен:
- «Amen, Brother» группы The Winstons
- «It’s A New Day» группы Skull Snaps
- «Can’t Hear Nothing But The Music» группы EPMD

## Клип
Режиссёром клипа выступил Уолтер Штерн. Группа исполняет трек в помещении, похожем на подвал. К концу клипа пол превращается в грязевую ванну, где Кит Флинт борется в грязи с другими участниками группы.

## Список композиций
Вся музыка написана Лиамом Хоулеттом (кроме последней песни).
| №                   | Название                                 | Автор(ы)                                 | Длительность |
| ------------------- | ---------------------------------------- | ---------------------------------------- | ------------ |
| 1.                  | «Poison (95 EQ)»                         | Хоулетт, Максим Реалити                  | 4:05         |
| 2.                  | «Rat Poison»                             | Хоулетт, Максим Реалити                  | 5:34         |
| 3.                  | «Scienide»                               |                                          | 5:53         |
| 4.                  | «Poison (Environmental Science Dub Mix)» | Environmental Science/The Criminal Minds | 6:18         |
| Общая длительность: | Общая длительность:                      | Общая длительность:                      | 21:51        |